# Sleme (Lokve)
Sleme je naselje u Hrvatskoj u općini Lokvama. Nalazi se u Primorsko-goranskoj županiji.

## Zemljopis
Sjeverozapadno su Lokvarsko jezero i Homer, sjeverno su Lokve i rezervat šumske vegetacije Debela lipa - Velika Rebar, istočno, jugoistočno i južno je park-šuma Golubinjak, sjeveroistočno je Sopač.

## Stanovništvo
Na popisu stanovništva 2011. godine Sleme je imalo 104 stanovnika.
| broj stanovnika | 75    | 76    | 99    | 98    | 88    | 84    | 73    | 90    | 67    | 84    | 94    | 72    | 63    | 66    | 69    | 104   | 88    |
|                 | 1857. | 1869. | 1880. | 1890. | 1900. | 1910. | 1921. | 1931. | 1948. | 1953. | 1961. | 1971. | 1981. | 1991. | 2001. | 2011. | 2021. |